# Interlands Belizaans voetbalelftal 1990-1999
Deze pagina toont een chronologisch en gedetailleerd overzicht van de interlands die het Belizaans voetbalelftal speelde in de periode 1990 – 1999. Pas in 1995 speelde het Midden-Amerikaanse land zijn eerste officiële voetbalinterland uit de geschiedenis. Het beste resultaat was een 1-1 gelijkspel tegen Panama op 28 maart 1997. In totaal speelde Belize acht officiële interlands in de jaren negentig.

## Interlands

### 1995
|                                                         |                                                                        |       |        |                                                                                           |
| 29 november Copa Centroamericana № 1 «onderlinge duels» | El Salvador                                                            | 3 – 0 | Belize | Estadio Flor Blanca, San Salvador Toeschouwers: 12.244 Scheidsrechter: Fredy Burgos (GUA) |
| 29 november Copa Centroamericana № 1 «onderlinge duels» | Mauricio Cienfuegos 55' Guillermo Rivera 58' (pen.) Raúl Díaz Arce 76' |       |        | Estadio Flor Blanca, San Salvador Toeschouwers: 12.244 Scheidsrechter: Fredy Burgos (GUA) |

|                                                        |                    |       |                                        |                                                                                              |
| 1 december Copa Centroamericana № 2 «onderlinge duels» | Belize             | 1 – 2 | Costa Rica                             | Estadio Flor Blanca, San Salvador Toeschouwers: 1.319 Scheidsrechter: Franklin Morales (GUA) |
| 1 december Copa Centroamericana № 2 «onderlinge duels» | David McCauley 27' |       | 8' Rolando Fonseca 66' Mauricio Wright | Estadio Flor Blanca, San Salvador Toeschouwers: 1.319 Scheidsrechter: Franklin Morales (GUA) |

### 1996
|                                               |                    |       |                                         | |
| 2 juni WK-kwalificatie № 3 «onderlinge duels» | Belize             | 1 – 2 | Panama                                  | Marion Jones Sports Complex, Belize City Toeschouwers: 2.000 Scheidsrechter: Rafael Rodriguez (ESA) |
| 2 juni WK-kwalificatie № 3 «onderlinge duels» | David McCauley 28' |       | 57' Rubén Guevara 61' Julio Dely Valdes | Marion Jones Sports Complex, Belize City Toeschouwers: 2.000 Scheidsrechter: Rafael Rodriguez (ESA) |

|                                               |                                                                                       |       |                   |                                                                                                |
| 9 juni WK-kwalificatie № 4 «onderlinge duels» | Panama                                                                                | 4 – 1 | Belize            | Estadio Rommel Fernández, Panama-Stad Toeschouwers: 17.500 Scheidsrechter: Donald Campos (NCA) |
| 9 juni WK-kwalificatie № 4 «onderlinge duels» | Julio Dely Valdes 14' Julio Dely Valdes 46' Julio Dely Valdes 61' Víctor Mendieta 88' |       | 60' Denmark Casey | Estadio Rommel Fernández, Panama-Stad Toeschouwers: 17.500 Scheidsrechter: Donald Campos (NCA) |

### 1997
|                                                      |                  |       |                 |                                                                                       |
| 28 maart Copa Centroamericana № 5 «onderlinge duels» | Panama           | 1 – 1 | Belize          | Estadio Rommel Fernández, Panama-Stad Toeschouwers: onbekend Scheidsrechter: onbekend |
| 28 maart Copa Centroamericana № 5 «onderlinge duels» | Neftalí Díaz 69' |       | 78' Joseph Prat | Estadio Rommel Fernández, Panama-Stad Toeschouwers: onbekend Scheidsrechter: onbekend |

|                                                      |        |                   |        |                                                                                   |
| 30 maart Copa Centroamericana № 6 «onderlinge duels» | Belize | 0 – 1             | Panama | Estadio Norman Broaster, San Ignacio Toeschouwers: 6.000 Scheidsrechter: onbekend |
| 30 maart Copa Centroamericana № 6 «onderlinge duels» |        | 13' Rubén Guevara |        | Estadio Norman Broaster, San Ignacio Toeschouwers: 6.000 Scheidsrechter: onbekend |

### 1998
- Geen officiële interlands gespeeld

### 1999
|                                                      | |       |        |                                                                                 |
| 17 maart Copa Centroamericana № 7 «onderlinge duels» | Costa Rica | 7 – 0 | Belize | Estadio Nacional, San José Toeschouwers: 5.200 Scheidsrechter: Noel Bynoe (TRI) |
| 17 maart Copa Centroamericana № 7 «onderlinge duels» | Paulo Wanchope 2' Rolando Fonseca 17' Froylan Ledezma 27' Froylan Ledezma 32' Jafet Soto 54' Rolando Fonseca 72' Gerald Drummond 79' |       |        | Estadio Nacional, San José Toeschouwers: 5.200 Scheidsrechter: Noel Bynoe (TRI) |

|                                                      | |       |                   |                                                                                   |
| 19 maart Copa Centroamericana № 8 «onderlinge duels» | Honduras                                                                                              | 5 – 1 | Belize            | Estadio Nacional, San José Toeschouwers: 1.200 Scheidsrechter: Fredy Burgos (GUA) |
| 19 maart Copa Centroamericana № 8 «onderlinge duels» | Samuel Caballero 13' Milton Núñez 34' Amado Guevara 65' José Francisco Ramírez 77' Renan Benguché 85' |       | 57' Wilmer Garcia | Estadio Nacional, San José Toeschouwers: 1.200 Scheidsrechter: Fredy Burgos (GUA) |

FFB · A-internationals · Bondscoaches · Statistieken · Belizaans vrouwenelftal
1990 – 1999 ·
2000 – 2009 ·
2010 – 2019 ·
2020 − 2029
1995 · 
1996 · 
1997 · 
1998 · 
1999 · 
2000 · 
2001 · 
2002 · 
2003 · 
2004 · 
2005 · 
2006 · 
2007 · 
2008 · 
2009 · 
2010 · 
2011 · 
2012 · 
2013 · 
2014 ·
2015 ·
2016 ·
2017 ·
2018 ·
2019 ·
2020 ·
2021 ·
2022 ·
2023 ·
2024
Anguilla ·
Bahama's ·
Barbados ·
Bermuda ·
Canada ·
Costa Rica ·
Cuba ·
Dominicaanse Republiek ·
El Salvador ·
Grenada ·
Guatemala ·
Guyana ·
Haïti ·
Honduras ·
Kaaimaneilanden ·
Mexico ·
Montserrat ·
Nicaragua ·
Panama ·
Puerto Rico ·
Saint Kitts en Nevis ·
Saint Vincent en de Grenadines ·
Trinidad en Tobago ·
Turks- en Caicoseilanden ·
Verenigde Staten
CONMEBOL: Bolivia · Chili  · Colombia · Ecuador · Uruguay · Venezuela

UEFA: Albanië · Andorra · Armenië · Azerbeidzjan · België · Bosnië en Herzegovina · Bulgarije · Cyprus · Denemarken · Duitsland · Engeland · Estland · Faeröer · Finland · Frankrijk · Georgië · Griekenland · Hongarije · IJsland · Ierland · Israël · Italië · Joegoslavië · Kroatië · Letland · Liechtenstein · Litouwen · Luxemburg · Malta · Moldavië · Nederland · Noord-Ierland · Noord-Macedonië · Noorwegen · Oekraïne · Oostenrijk · Polen · Portugal · Roemenië · Rusland · San Marino · Schotland · Slovenië · Slowakije · Sovjet-Unie ·  Spanje · Tsjechië · Tsjecho-Slowakije · Turkije · Wales · Wit-Rusland · Zweden · Zwitserland

AFC: Kazachstan

CAF: Madagaskar

CONCACAF: Belize · Canada